# محوطه چهار باغ
محوطه چهار باغ مربوط به دوره اشکانیان - دوره ساسانیان - سده‌های ۴–۳ ه‍.ق است و در شهرستان اسفراین، بخش بام و صفی‌آباد، ۶ کیلومتری شمال شهر صفی‌آباد واقع شده و این اثر در تاریخ ۲۲ آبان ۱۳۸۶ با شمارهٔ ثبت ۱۹۹۷۹ به‌عنوان یکی از آثار ملی ایران به ثبت رسیده‌است.